# Congrès national du Chili
Pour les autres articles nationaux ou selon les autres juridictions, voir Congrès national.
LVIe législature
Édifice du Congrès national
Le Congrès national du Chili (en espagnol : Congreso Nacional de Chile abrégé CNCh) est l'organe législatif bicaméral de la république du Chili.
Créé en 1811, le Congrès national est composé de la Chambre des députés dite « chambre basse », composée de 155 députés et du Sénat dit « chambre haute », composé de 50 sénateurs.
L'organisation du Congrès est fixé par les articles 42 à 59 de la constitution chilienne de 1980.
Depuis 1990, il se réunit dans l'édifice du Congrès national à Valparaíso.

## Siège
L'édifice du Congrès national est situé à Valparaíso depuis 1990. Il est avant cette date situé à Santiago, la capitale du pays.

### Galerie

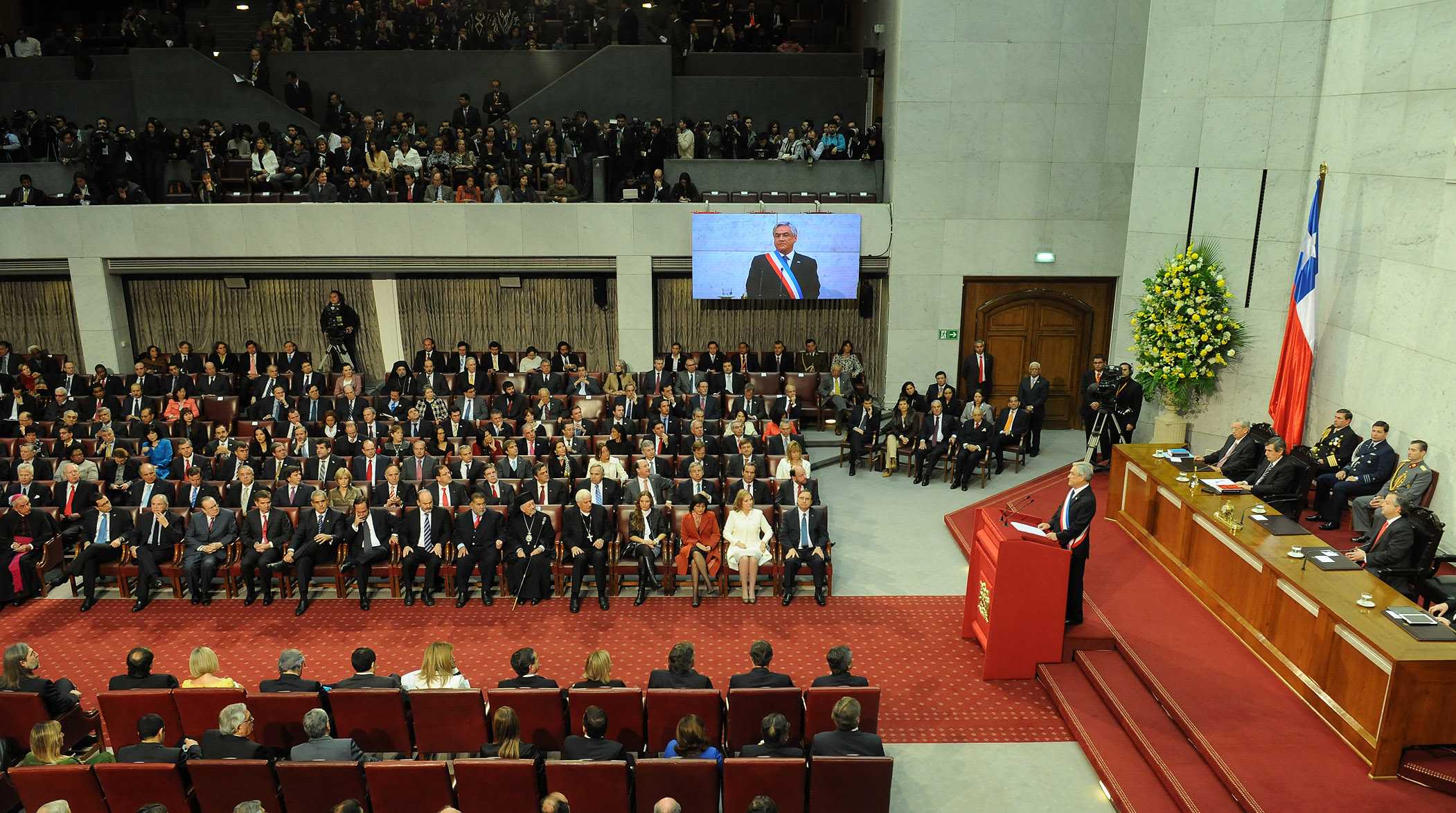
Discours de Sebastián Piñera, dans le salon d'honneur du Congrès national, le 21 mai 2012.
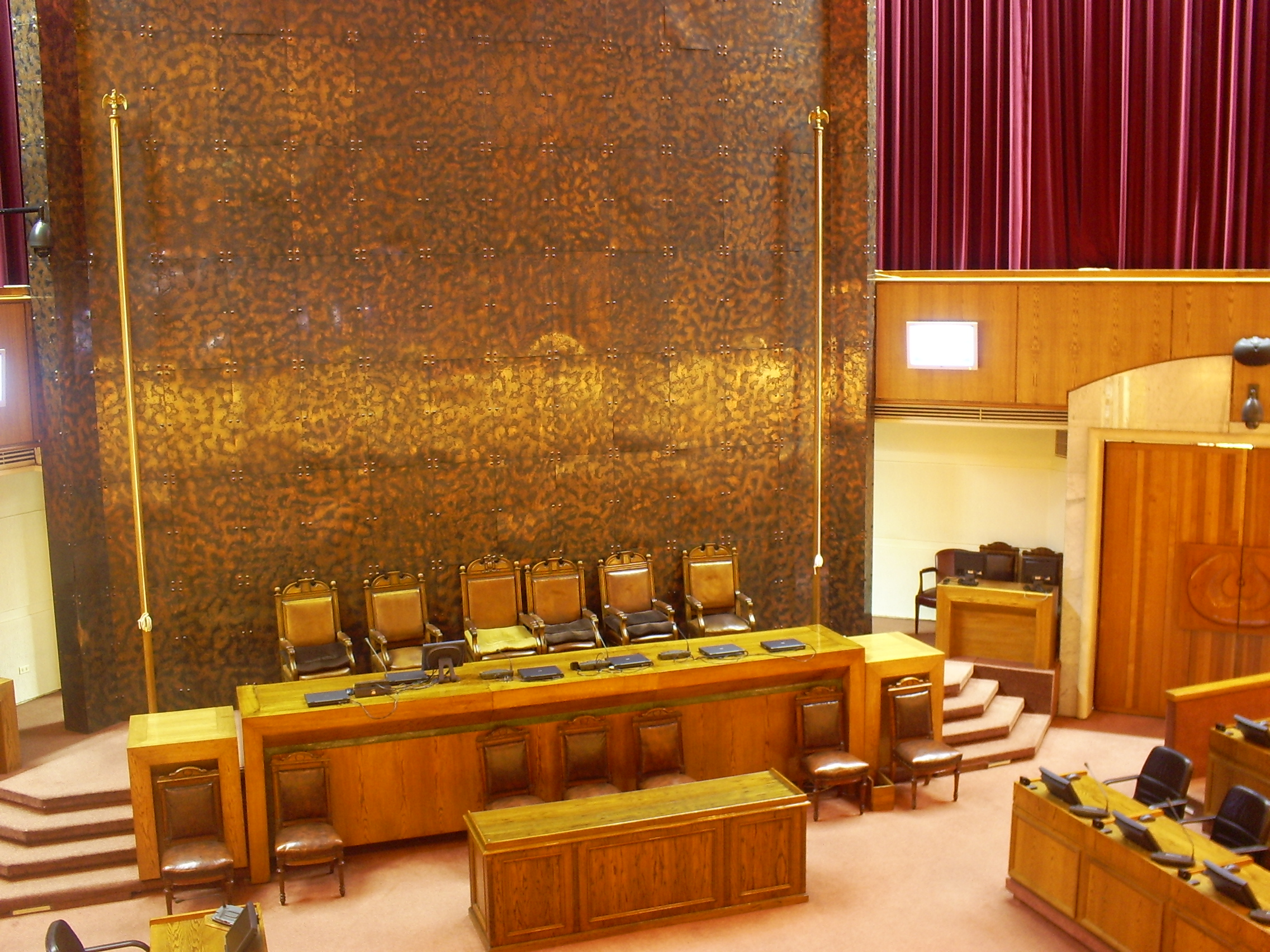
Salle de réunion du Sénat.
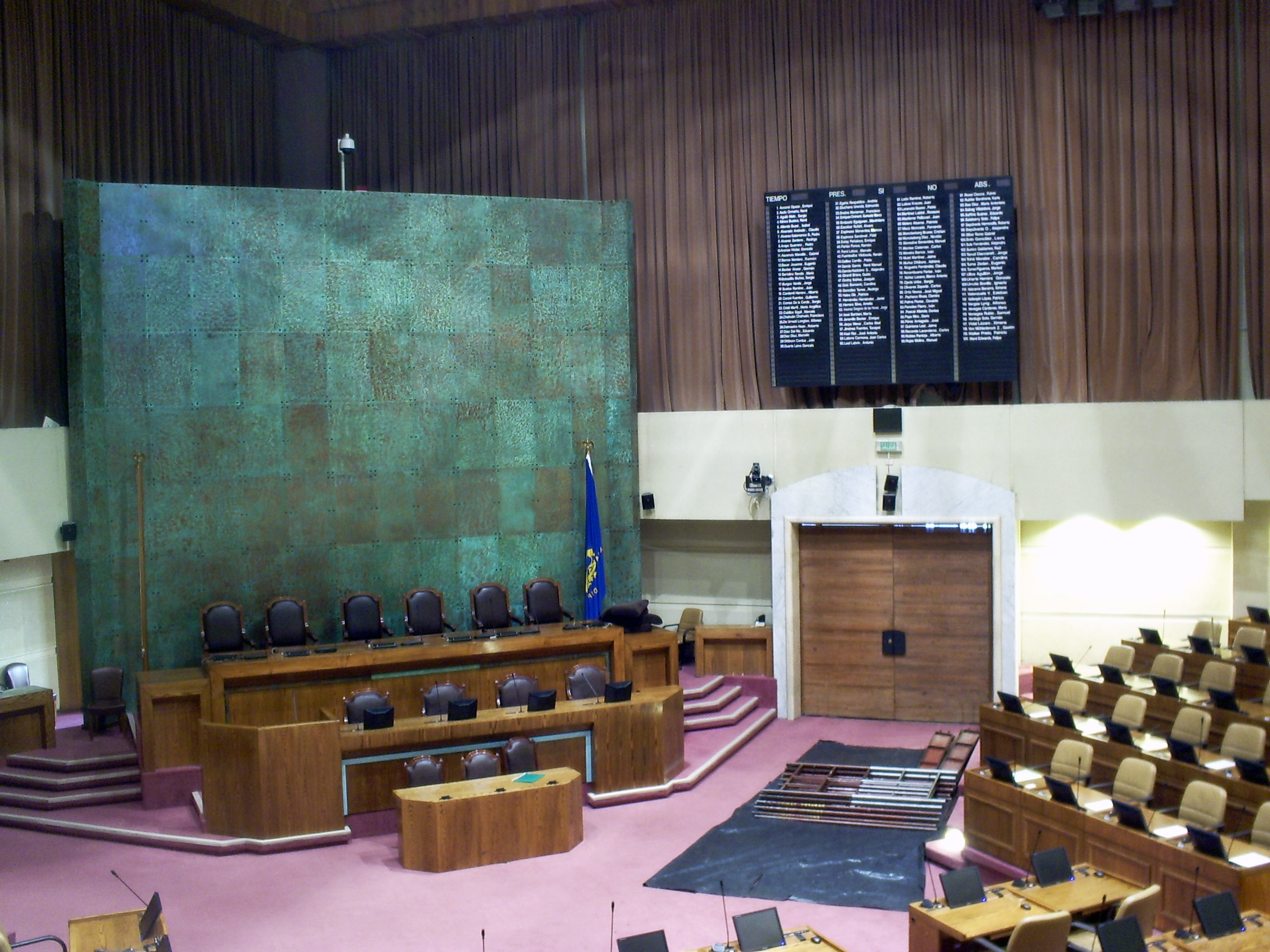
Salle de réunion de la Chambre des députés.
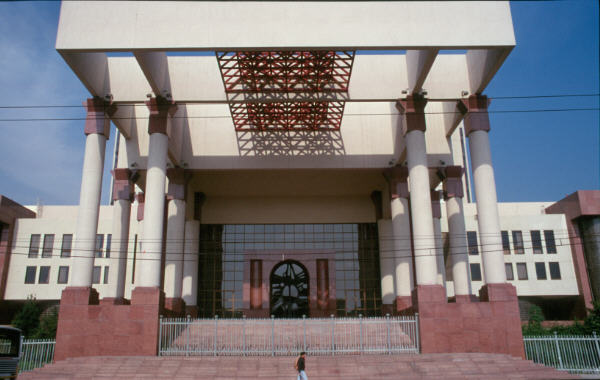
Entrée monumentale du Congrès donnant sur l'avenue Pedro Montt, à Valparaíso.
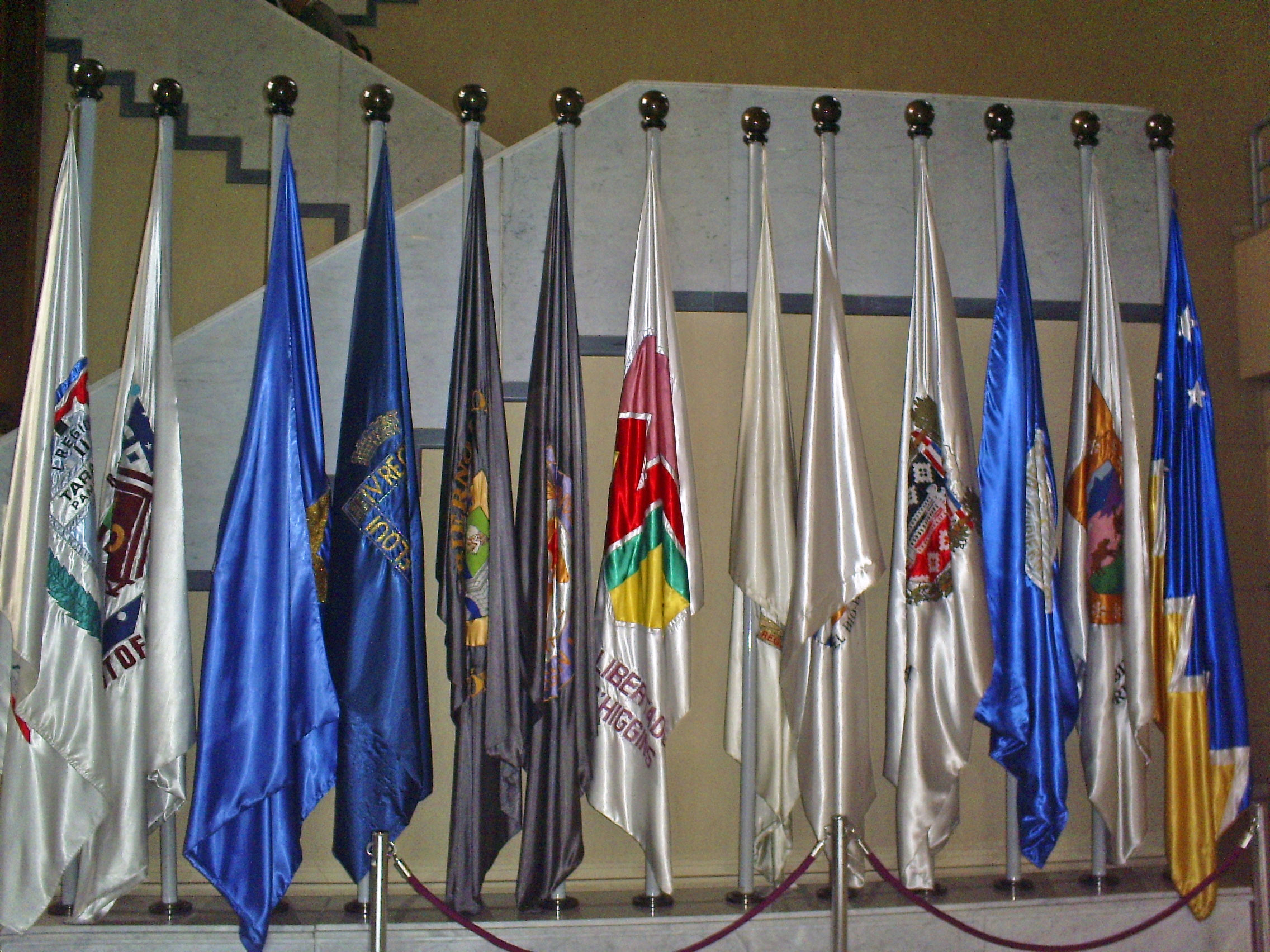
Drapeaux des régions du Chili dans le hall du Congrès national.
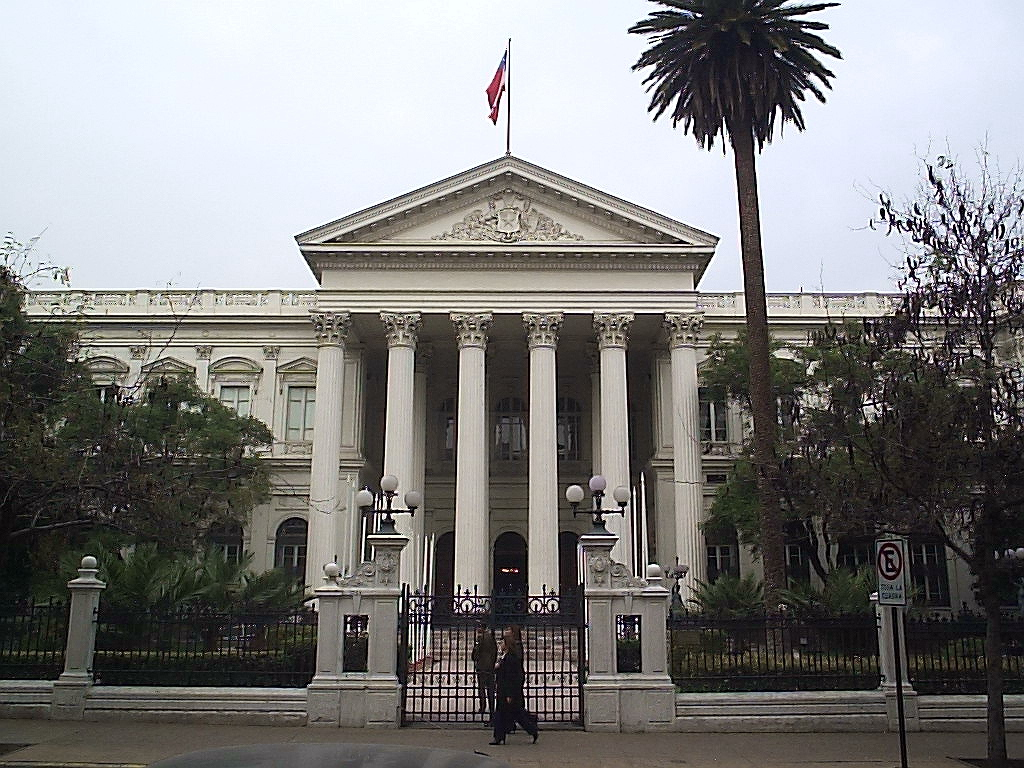
Ancien bâtiment du Congrès, à Santiago.